# Babstadt
Babstadt ist ein Dorf im Landkreis Heilbronn, das seit dem 1. Januar 1971 zur Stadt Bad Rappenau gehört.

## Geographie
Babstadt liegt etwa drei Kilometer westlich von Bad Rappenau in der Hügellandschaft des Kraichgaus im Quellbereich des Mühlbachs, eines linken Zuflusses des Neckars.

## Geschichte
Wie die benachbarten Orte Bonfeld und Fürfeld lag Babstadt zur Römerzeit im damals dicht bewaldeten Versorgungsgebiet der römischen Kastelle des Neckar-Odenwald-Limes. Bei Babstadt befand sich um 150 n. Chr. ein römischer Wirtschaftshof (Villa rustica), dessen Steine jedoch wohl bereits im 16./17. Jahrhundert zum Bau der Häuser des inzwischen entstandenen Ortes ausgebrochen wurden, so dass bei einer Teilausgrabung in den Jahren 1998 bis 2002 nur noch Grundmauern und Kellerfragmente des steinernen Hauptgebäudes I und eines großen Speicherbaus (II) freigelegt werden konnten. Bei einer Rettungsgrabung im Zuge der Neubebauung des Wohngebiets "Waldäcker" konnten die Gesamtausdehnung und das Bild der Innenbebauung der villa rustica weiter herausgearbeitet werden.                                                                                             Mitte des 3. Jahrhunderts wurde der Gutshof bei einem Brand zerstört.
Der genaue Ursprung der heutigen Besiedlung Babstadts ist unbekannt. Aus alemannisch-fränkischer Zeit sind keine Funde auf Babstadter Gemarkung, wohl aber in der Umgebung nachgewiesen. Der Ort wurde erstmals 976 in einer Schenkungsurkunde an das Bistum Worms als Babestat erwähnt. Vorbehaltlich der üblichen Problematik bei der Deutung wird der Ortsname als „Stätte des Babo“ interpretiert, also als Hof eines fränkischen Regionalkönigs, eben jenes Babo. Eine alternative Deutung ist, dass es sich um die Wohnstätte einer babe, einer alten Frau, gehandelt haben könnte.
Das Bistum Worms belehnte in der Folgezeit verschiedene Herren mit dem Hofgut (Herren von Wattenheim, von Stein, von Frankenstein, von Rosenberg). 1496 wird eine Ulrichskapelle erwähnt, die eine Filialkapelle der Kirche in Obergimpern war.

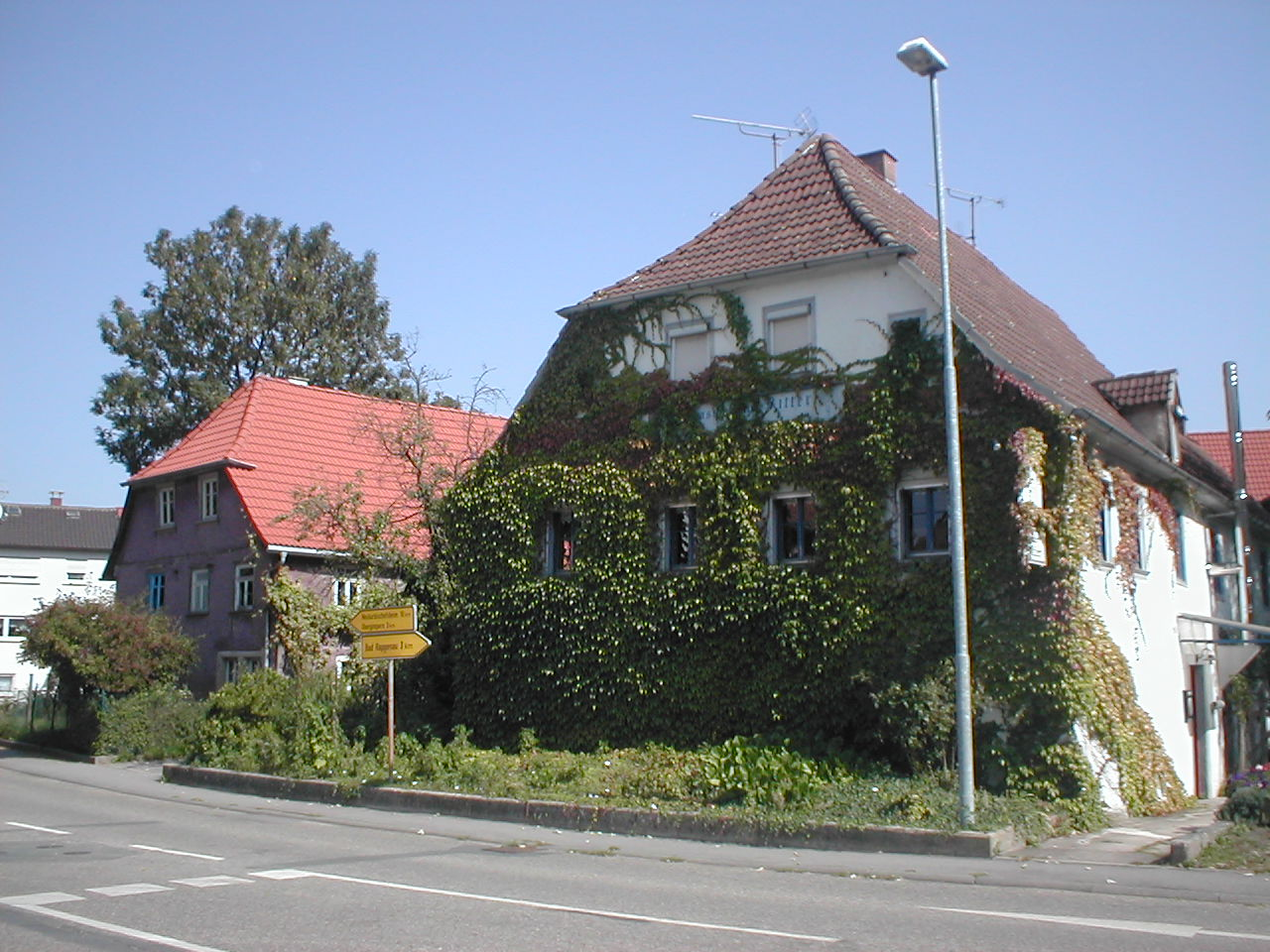
Markante historische Gebäude in der Ortsmitte von Babstadt

Im 16. Jahrhundert waren die Herren von Ehrenberg Lehnsherren in Babstadt. Die Erbtochter von Heinrich von Ehrenberg, Brigitte, nahm 1560 den Ort mit in die Ehe mit Leonhard Kottwitz von Aulenbach. Im Dreißigjährigen Krieg wurde das Herrenhaus des Ortes zerstört. Von 1649 bis 1732 wechselten die Besitzer wieder in rascher Folge, u. a. erbaute ein Major Sebastian von Möschlitz 1650 auf den Fundamenten des zerstörten Herrenhauses ein neues Herrenhaus, das bereits wenige Jahre später wieder zerfiel, und auch die Herren von Neipperg traten kurzzeitig als Besitzer auf. Der Reiteroberst Adolf von Kimming, der den Ort 1711 von den Neipperg erwarb, erbaute 1712 das Herrenhaus mit Nebengebäuden vollständig neu und baute die Kapelle zur Kirche aus.
1713 kam Babstadt an einen Grafen von Dernath, 1717 an einen Grafen Gyldenstern. Von diesem erwarben die Brüder Reinhard (1677–1750), Eberhard (1688–1767), Friedrich (1691–1738) und Ludwig (1694–1771) von Gemmingen-Hornberg den Ort und das herrschaftliche Gut am 26. März 1732. Bei der nachfolgenden Erbteilung der Herren von Gemmingen fiel Babstadt an Friedrich, der 1738 die Kirche zu einer Barockkirche umbauen ließ.

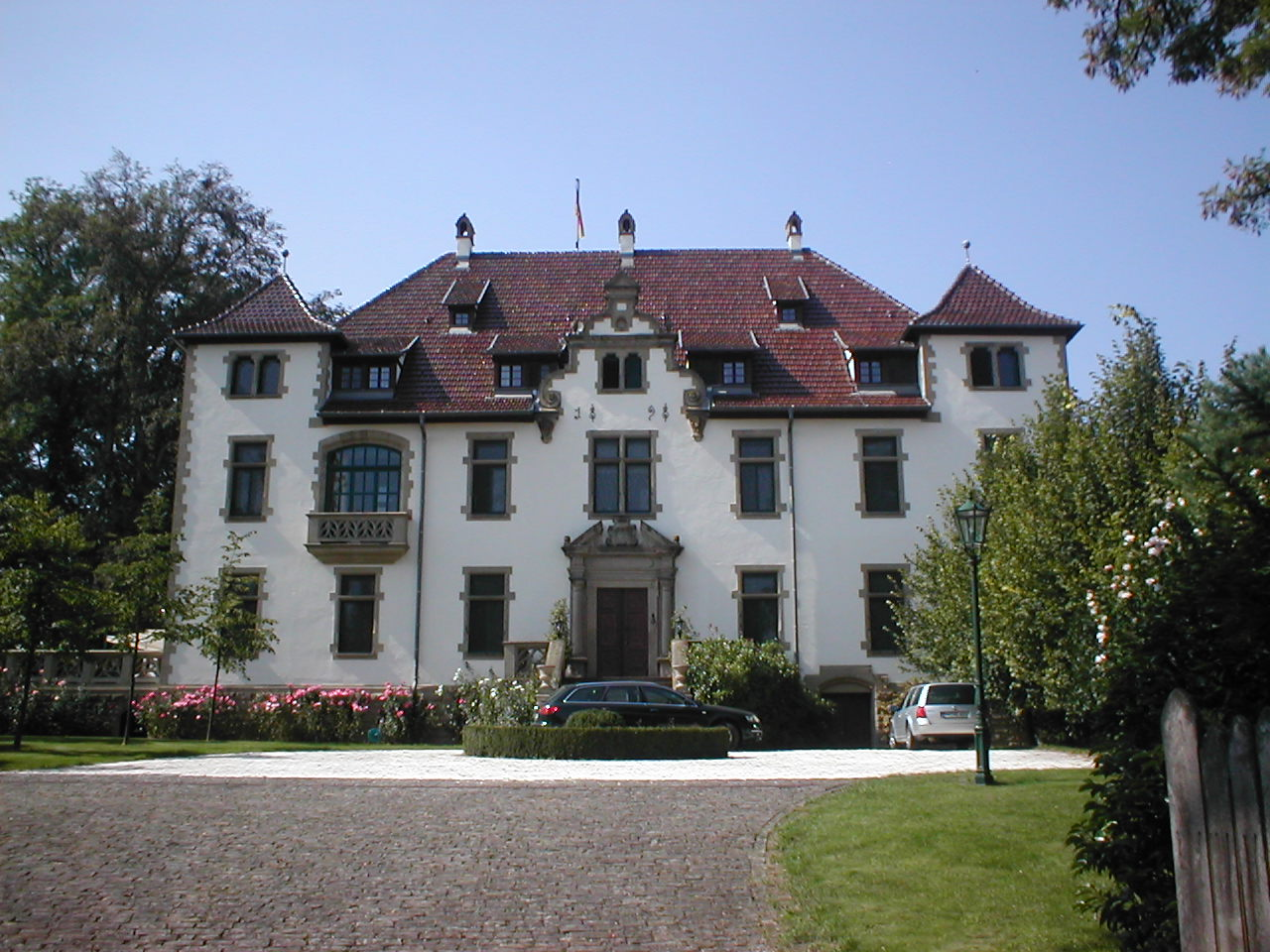
Schloss Babstadt

Babstadt fiel nach dem Reichsdeputationshauptschluss von 1803 an die Landgrafschaft Hessen-Darmstadt und durch die rheinische Bundesakte von 1806 als selbstständiger Ort an das Großherzogtum Baden. Die Einwohnerzahl im Jahr 1806 betrug 240 Personen.
Die jüdische Gemeinde Babstadt bestand im 18. und 19. Jahrhundert. Erstmals werden Juden anlässlich eines Besitzwechsels 1713 genannt. 1721 zählte die Gemeinde 21 Personen. Bekannt wurde ein Löw Benjamin, der 1738 in die Ermordung des Heidelberger Bürgermeisters Gabel in Frankfurt verwickelt war und darum 1740 an die Stadt Frankfurt ausgeliefert wurde. Die jüdische Gemeinde in Babstadt blieb stets klein. 1826 waren es drei Familien, 1864 waren es 11 Personen. Um 1900 lebten bereits keine Juden mehr in Babstadt.
1898 wurde durch die Herren von Gemmingen der alte Herrensitz in Babstadt abgerissen und an seiner Stelle bis 1911 das heutige, von wehrhaft anmutenden Mauern umgebene Schloss Babstadt errichtet. 1908 wurde auch die baufällig gewordene Barockkirche umfangreich renoviert und umgebaut.
1925 wurden die Hofgüter Unterbiegelhof und Oberbiegelhof in Babstadt eingegliedert. 1939 wurden 376 Einwohner gezählt, Ende 1945 waren es 420. Nach dem Zweiten Weltkrieg wurden Vertriebene im Schloss einquartiert, anschließend diente es als Altenheim, später als Galerie. Babstadt wurde am 1. Januar 1971 in Bad Rappenau eingegliedert und hatte zu diesem Zeitpunkt 565 Einwohner. Das Schloss wurde in den späten 1990er Jahren umfangreich saniert und dient heute wieder als Wohnsitz von Angehörigen der Familie von Gemmingen.
Babstadt wuchs nach und nach in Richtung Osten an, da man mehrere Wohngebiete auf den Gewannen Klärwiesen (1964), Heckenäcker, Weisäcker (1965) und Herriisbrunnen (1971) anlegte.

## Wappen
Die Blasonierung des Wappens lautet: In Rot auf goldenem Ast ein flugbereiter silberner Vogel sitzend, der einen belaubten goldenen Zweig im Schnabel hält.

## Sehenswürdigkeiten
- Schloss Babstadt, erbaut 1898 bis 1911 im Stil des Historismus
- Ehemaliges Gutsverwalterhaus, erbaut 1818
- Evangelische Kirche, ursprünglich ein barockes Bauwerk von 1738, umgebaut 1908, renoviert 1975
- Außerhalb Babstadts befindet sich das historische Hofgut Oberbiegelhof, erbaut 1753 durch die Herren von Helmstatt, das auf den bereits im Mittelalter erwähnten Weiler Büchelbach zurückgeht

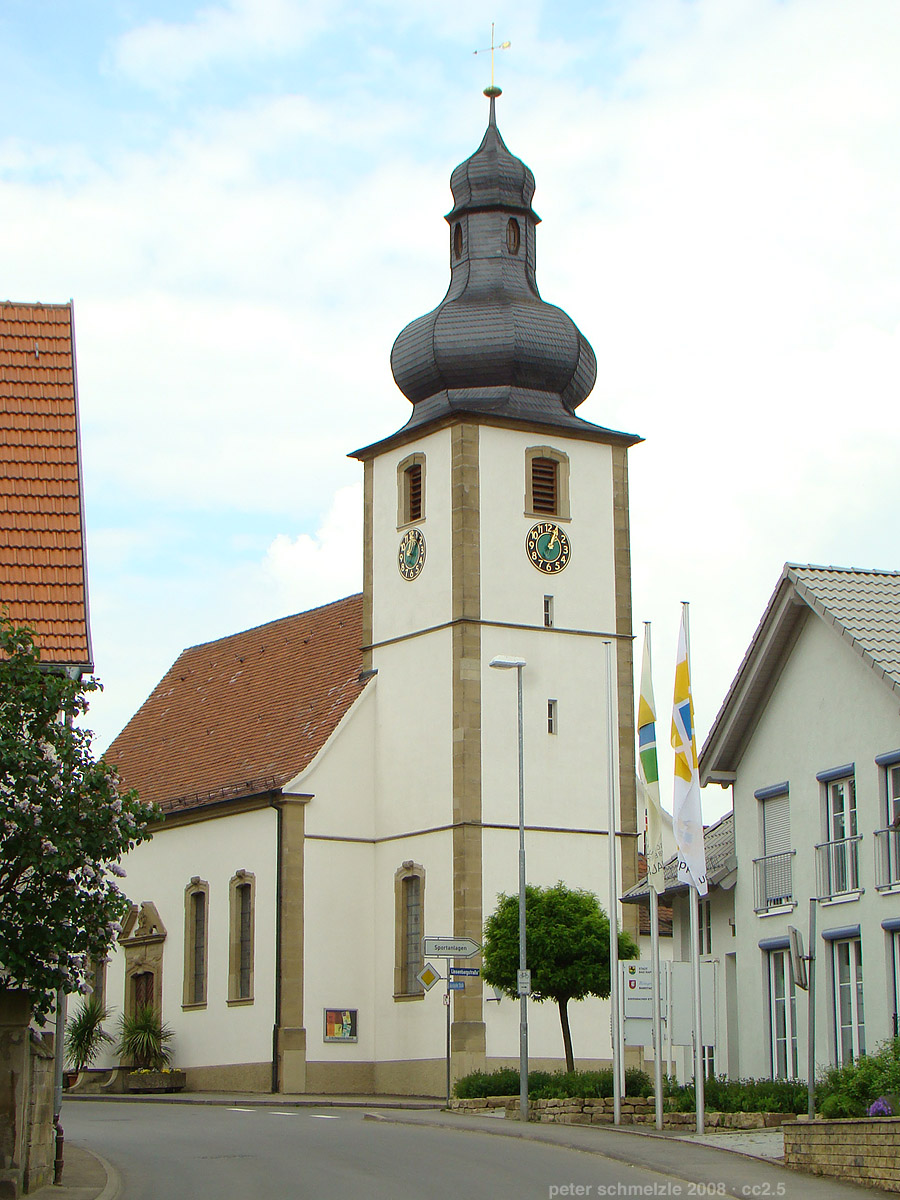
Evangelische Kirche
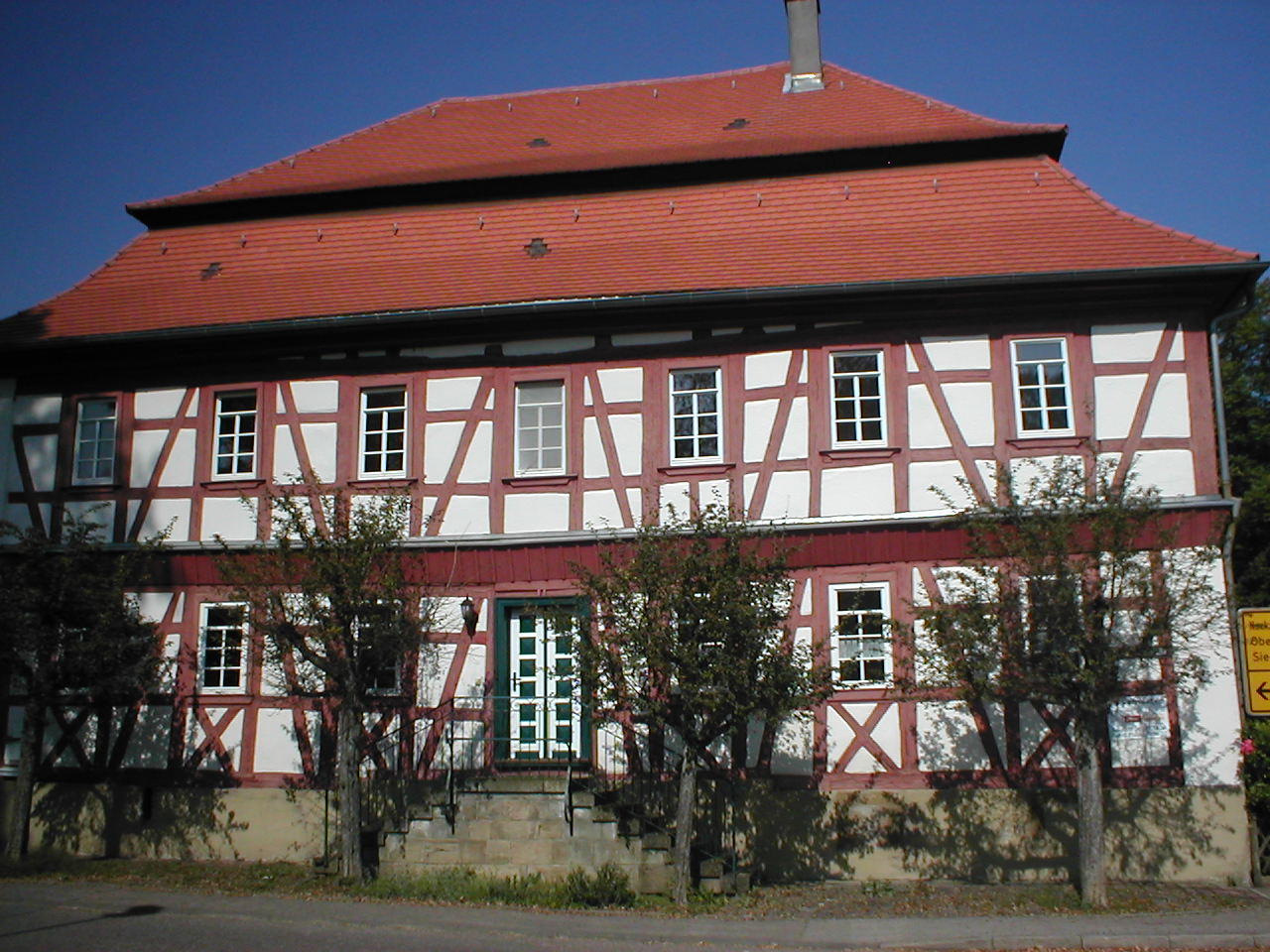
Ehem. Gutsverwalterhaus
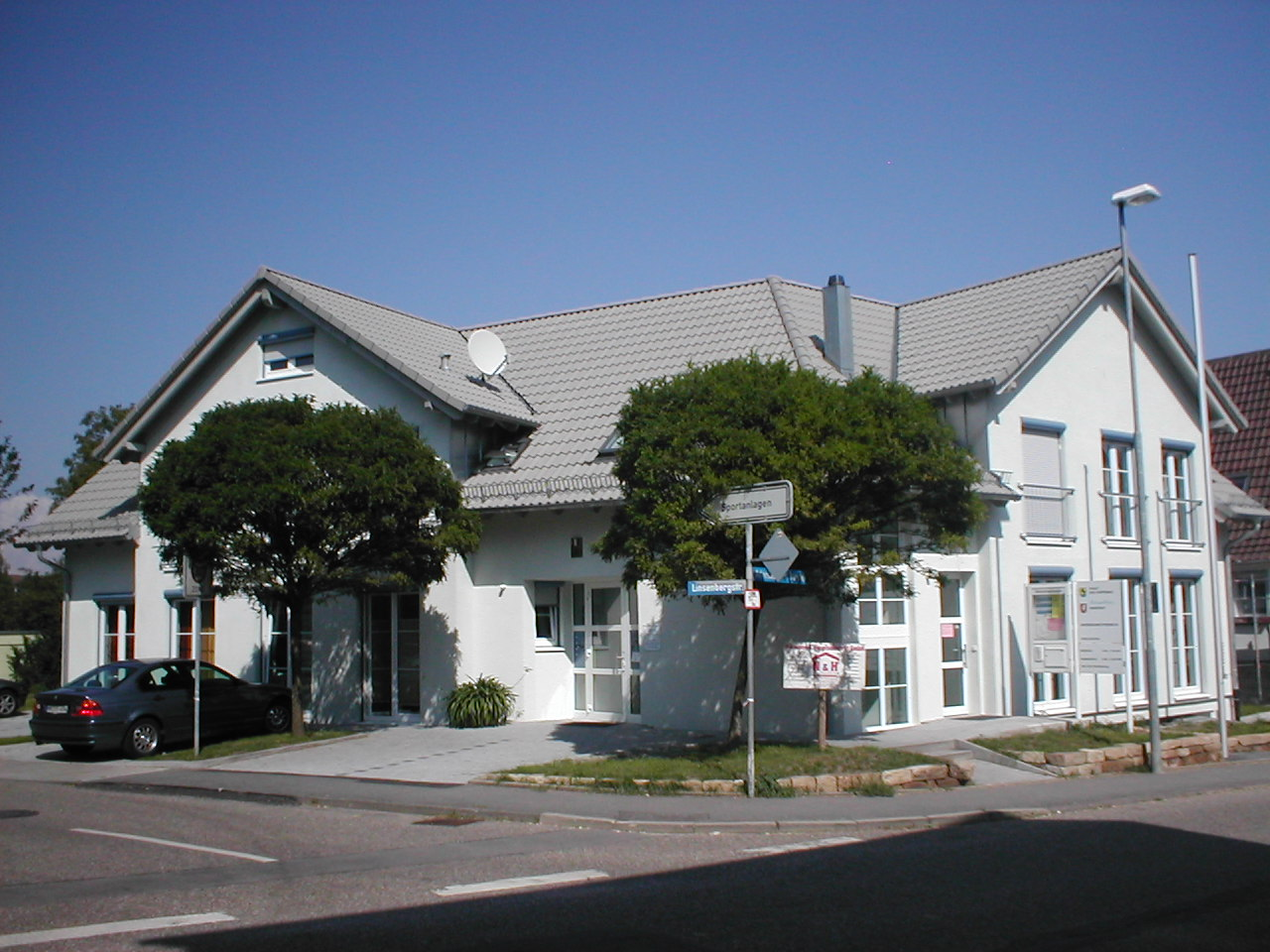
Bürgerbüro
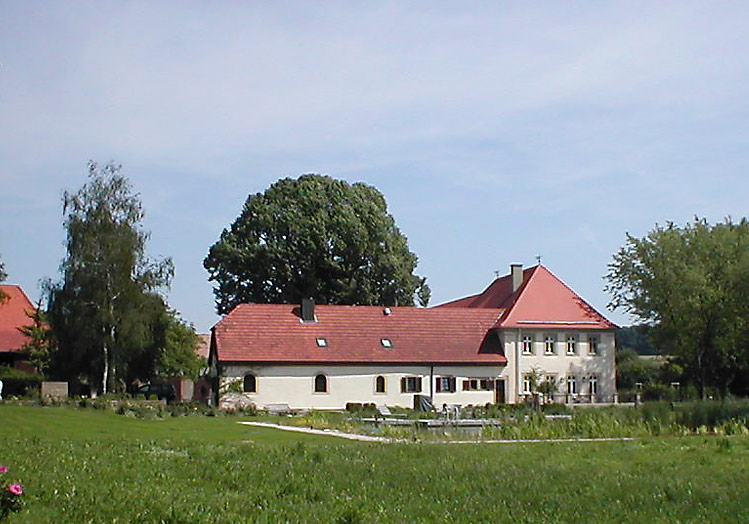
Oberbiegelhof

## Söhne und Töchter
- Christian Hege (1840–1907), Landwirt und Politiker, Mitglied der Abgeordnetenkammer der Württembergischen Landstände
- Karl von Gemmingen-Hornberg (1857–1935), Verwaltungsjurist, Kreisdirektor in Forbach und Straßburg sowie Bezirkspräsident in Lothringen.